# Dermógrafo
El dermógrafo es el dispositivo principal empleado para la realización de tratamientos de micropigmentación o maquillaje permanente. Convierte el movimiento de rotación del motor en un movimiento de tipo bidireccional, el cual es transmitido hasta la aguja que entra en contacto con la piel del paciente. El dermógrafo debe incorporar un sistema de prevención de reflujos, de modo que se evite el paso de fluidos corporales (sangre, sudor, etc,) y de pigmentos hacia el interior del mismo, de modo que no existan riesgos de contaminación cruzada.  En España, los requisitos técnicos que debe cumplir los dermógrafos están regulados por el Real Decreto 1591/2009 Los dermógrafos se suelen clasificar en función del sistema de funcionamiento (analógico, digital, PMU, etc.) y el número de revoluciones por minuto (rpm).